# Poda (Czarnogóra)
Poda (cyr. Пода) – wieś w Czarnogórze, w gminie Bijelo Polje. W 2011 roku liczyła 298 mieszkańców.